# Júlio César (Fußballspieler, 1963)
Júlio César, mit vollem Namen Júlio César da Silva (* 8. März 1963 in Bauru), ist ein ehemaliger brasilianischer Fußballspieler. Der Verteidiger war zwischen 1986 und 2000 in Europa aktiv und gewann mit Juventus Turin (1993) und Borussia Dortmund (1997) je einmal einen Europapokalwettbewerb. Beim BVB wurde er zweimal deutscher Meister (1995, 1996). Er beendete seine Karriere 2001 in Brasilien.
Júlio César nahm mit der brasilianischen Nationalmannschaft an der Fußball-Weltmeisterschaft 1986 und der Copa América 1987 teil. Insgesamt kam er auf 14 Einsätze.

## Karriere

### Im Verein

#### Anfänge und Wechsel nach Europa (1979–1987)
Júlio César wuchs in den Elendsvierteln seiner Heimatstadt Bauru auf. Von dort kam er 1979 zum damals amtierenden Landesmeister Guarani FC. Mit der Mannschaft aus Campinas landete er anfangs zwei Mal auf dem 16. Platz und stieg somit letztlich ab. Doch nach nur einer Saison in der Série B gelang der direkte Wiederaufstieg in die Série A. Dort wurde er prompt dritter mit Guarani, doch nach dem Abgang von Careca musste die Mannschaft erneut den Gang in die zweite Liga antreten. Dort gelang schließlich erneut der direkte Wiederaufstieg in die erste Liga, in der Guarani folglich nur den 15. Platz erreichte. In Júlio Césars letzter Saison spielte in der oberen Tabellenhälfte mit und erreichte am Ende der Saison – trotz Júlio Césars Abgang im Sommer – das Finale um die brasilianische Meisterschaft, das nach Elfmeterschießen gegen den FC São Paulo verloren wurde. Während der WM 1986 wurden einige europäische Vereine auf ihn aufmerksam und er wurde zu Saisonbeginn 1986 von Stade Brest aus Frankreich verpflichtet. Dort bildete er zusammen mit dem argentinischen Weltmeister José Luis Brown die Innenverteidigung und wurde mit Brest achter der Division 1. Zur nächsten Saison wechselte Júlio César innerhalb der Liga zum Aufsteiger HSC Montpellier.

#### HSC Montpellier (1987–1990)
In Montpellier war Júlio César von Anfang an gesetzt und bildete zusammen mit Franck Lucchesi, Nenad Stojković und Pascal Baills die Viererkette. Die Mannschaft startete zunächst schwach in die Saison 1987/88, steigerte sich aber im Verlauf immer mehr und wurde letztlich dritter. Júlio César verpasste nur ein Spiel und traf in Meisterschaft und Pokal insgesamt sechs Mal. Durch die Ligaplatzierung aus der Vorsaison durfte Montpellier am UEFA-Pokal teilnehmen und traf dort in der ersten Runde auf Benfica Lissabon. Nach Hin- und Rückspiel mussten sich die Franzosen jedoch mit 1:6 geschlagen geben. In der Folge lief es auch in der Liga schlechter als im Jahr zuvor und Montpellier wurde neunter im Endklassement. Der Brasilianer fiel dabei zwölf Mal aus und hatte mit wechselnden Partnern in der Innenverteidigung zu kämpfen. Die Saison 1989/90 wurde seine letzte in Südfrankreich und verlief in der Liga ähnlich enttäuschend wie im Vorjahr. Trotz Neuzugängen wie Daniel Xuereb oder Éric Cantona wurde die Mannschaft nur dreizehnter in der Liga. Júlio César, der in dieser Saison in der Innenverteidigung an der Seite von Kapitän Laurent Blanc auflief, spielte zwar wieder häufiger und erzielte auch drei Tore, konnte den stetigen Abwärtstrend des Vereins in der Liga aber nicht verhindern. Die Mannschaft war dafür im Pokal sehr erfolgreich und gewann diesen nach Verlängerung im Finale gegen RC Paris mit 2:1.

#### Juventus Turin (1990–1994)
Als Juventus nach der WM 1990 für viel Geld den Kader verstärkte, wurde – neben damaligen Stars wie Roberto Baggio oder Thomas Häßler – auch Júlio César in die piemontesische Hauptstadt geholt. Doch trotz eines derartigen Millionärsensemble wurde Juve nur siebter in der Serie A und verpasste somit sogar die Qualifikation für einen internationalen Wettbewerb. Diese hätte Turin zwar noch durch den Gewinn des Europapokal der Pokalsieger erreichen können, doch dort scheiterte die Mannschaft im Halbfinale am FC Barcelona. In der neuen Saison investierte Turin weiterhin enorme Summen und verpflichtete mit Giovanni Trapattoni auch einen neuen Trainer. Unter der Leitung Trapattonis wurde die Mannschaft Vizemeister hinter dem AC Mailand und kehrte nach einjähriger Pause in den internationalen Wettbewerb zurück. Im UEFA-Pokal der folgenden Saison zog die Mannschaft nach nur einer Niederlage in zehn Spielen ins Finale ein. Der Finalgegner war Júlio Césars späterer Arbeitgeber Borussia Dortmund. Gegen diesen gerieten die Turiner im Hinspiel relativ schnell in Rückstand, konnten das Spiel dann aber noch drehen und gewannen – nachdem sie auch das Rückspiel gewonnen hatten – den UEFA-Pokal. In der Liga hingegen wurde die alte Dame nur vierter in der Abschlusstabelle und musste dem AC Mailand zum wiederholten Mal den Scudetto überlassen. Die folgende Saison sollte Júlio Césars letzte in Turin werden; auch diesmal verpasste er mit Juventus als Tabellenzweiter den Gewinn der italienischen Meisterschaft knapp. Nach der Saison wechselte er zusammen mit Andreas Möller zu Borussia Dortmund.

#### Borussia Dortmund (1994–1998)
Aufgrund anfänglicher Schwierigkeiten gab Júlio César erst am 5. Spieltag der Saison 1994/95 sein Debüt für die Borussia im Spiel gegen Bayer Leverkusen. Danach verpasste er nur ein Spiel aufgrund einer Gelbsperre und bildete ansonsten über weite Strecken der Saison zusammen mit Bodo Schmidt und dem Libero Matthias Sammer die Dortmunder Abwehr. Dabei verteidigten sie das Dortmunder Tor recht erfolgreich und kassierten mit insgesamt 33 Gegentreffern die wenigsten in der Liga. In der Abschlusstabelle rangierte Dortmund – mit einem Punkt Vorsprung auf Werder Bremen – auf dem ersten Platz und Júlio César gewann erstmals eine nationale Meisterschaft. Auch international lief es gut für den BVB, der im UEFA-Pokal erst im Halbfinale an Juventus Turin scheiterte. Als Titelverteidiger erlebte er in der nächsten Saison mit dem BVB zunächst einen recht holprigen Start, doch mit der Zeit fing sich die Mannschaft und wurde vor Bayern München Herbstmeister. Júlio César hatte zudem mit Jürgen Kohler – der mit ihm zusammen bei Juve gespielt hatte – an Stelle von Bodo Schmidt einen neuen Verteidiger an seiner Seite. Mit Kohler und Júlio César in der Verteidigung bekam die Borussia zwar mehr Gegentore als in der Saison zuvor, wurde aber dennoch bereits am 33. Spieltag zum zweiten Mal hintereinander deutscher Meister. Während der Saison spielte Júlio César mit dem BVB auch seine erste Saison in der Champions League und scheiterte hier bereits im Viertelfinale am Vorjahressieger Ajax Amsterdam. Im folgenden Jahr war er mit der Borussia jedoch erfolgreicher in der Königsklasse und erreichte nach Siegen gegen AJ Auxerre und Manchester United das Finale in München. Im ausverkauften Olympiastadion traf die Mannschaft zum fünften Mal innerhalb von drei Jahren auf Juventus Turin. Das Endspiel gewann der BVB trotz des Fehlens von Júlio César mit 3:1. Doch Júlio César fehlte nicht nur im Finale gegen Turin, sondern kam insgesamt zu immer weniger Einsätzen beim BVB. Deshalb wurde er, nachdem Nevio Scala das Traineramt übernommen hatte, ins Ausland ausgeliehen und kam danach nochmal zur Borussia zurück, trat aber sportlich nicht mehr groß in Erscheinung.

#### Karriereende (1998–2001)
Zwischendurch wurde Júlio César nach Brasilien zum Botafogo FR und nach Griechenland zu Panathinaikos Athen ausgeliehen. Im Sommer 1999 wurde er bei Werder Bremen eigentlich in neuer Funktion als Spielerberater vorstellig, ließ sich aber zu einer Fortsetzung seiner Karriere überzeugen, da der Verein aufgrund großer Verletzungssorgen dringend einen erfahrenen Innenverteidiger suchte. An der Weser unterschrieb er einen leistungsbezogenen Einjahresvertrag und lief wettbewerbsübergreifend 20 Mal für die Werderaner auf, bevor er im Februar 2000 nach einer Knieverletzung sein Engagement dort vorzeitig beendete. Sein Beitrag zur Stabilisierung des Beinahe-Absteigers der Vorsaison (auch als Mentor jüngerer Mitspieler) wird dennoch von Fans, ehemaligen Mannschaftskollegen und Verantwortlichen rückblickend gewürdigt. Im Jahr darauf beendete er seine Karriere dann bei Rio Branco EC in Brasilien.

### In der Nationalmannschaft
Júlio César bestritt 1986 – unter der Leitung von Telê Santana – im Freundschaftsspiel gegen die DDR sein Debüt in der Seleção. Ohne weitere Auswahlspiele folgte direkt die Berufung in den Kader für die WM 1986 in Mexiko. Als Stammspieler wurde er mit den Brasilianern Gruppensieger und spielte somit im Achtelfinale gegen Polen. Die Osteuropäer wurden mit 4:0 besiegt und es folgte das Viertelfinale gegen Frankreich. In diesem Spiel stand es nach regulärer Spielzeit und abgelaufener Nachspielzeit 1:1. Somit kam es zum Elfmeterschießen, in welchem Júlio César zum tragischen Helden wurde, da er den letzten Elfmeter der Brasilianer verschoss. Trotzdem wurde er für die Auszeichnung des „Goldenen Balls“, für den besten Spieler des Turniers, vorgeschlagen. Nach der Wahl der Journalisten belegte er jedoch den letzten Platz. Ein Jahr und zwei Freundschaftsspiele später folgte die Copa América in Argentinien. Die Kontinentalmeisterschaft war für die Brasilianer schnell beendet, denn sie schieden bereits in der Gruppenphase aus. Júlio César absolvierte dabei lediglich das letzte Gruppenspiel gegen Chile (0:4). Nach diesem Debakel absolvierte er noch drei Länderspiele, ehe er beim U.S. Cup 1993 gegen die USA und Deutschland seine letzten beiden Auswahlspiele bestritt.

## Erfolge
HSC Montpellier
- Französischer Pokal (1): 1990

Juventus Turin
- UEFA-Pokal (1): 1993

Borussia Dortmund
- Deutscher Meister (2): 1995, 1996
- Deutscher Supercup (2): 1995, 1996
- Champions League (1): 1997
- Weltpokal (1): 1997